# Löningen
Löningen est une ville allemande située en Basse-Saxe, dans l'arrondissement de Cloppenburg.

## Histoire
Löningen a été mentionnée pour la première fois dans un document officiel en 822.

## Quartiers
| - Altenbunnen - Angelbeck - Augustenfeld - Böen - Benstrup - Bokah - Borkhorn - Duderstadt | - Düenkamp - Ehren - Elbergen - Windhorst - Evenkamp - Farwick - Hagel - Helmighausen | - Holthausen - Huckelrieden - Lewinghausen - Lodbergen - Madlage - Meerdorf - Neuenbunnen | - Röpke - Schelmkappe - Steinrieden - Vehrensande - Wachtum - Werwe - Winkum |

## Jumelages
- Wittenburg (Allemagne) depuis 1990

## Personnalité
- Hermann Bonnus, théologien protestant de la Renaissance est originaire du hameau de Bonnen situé à Löningen.

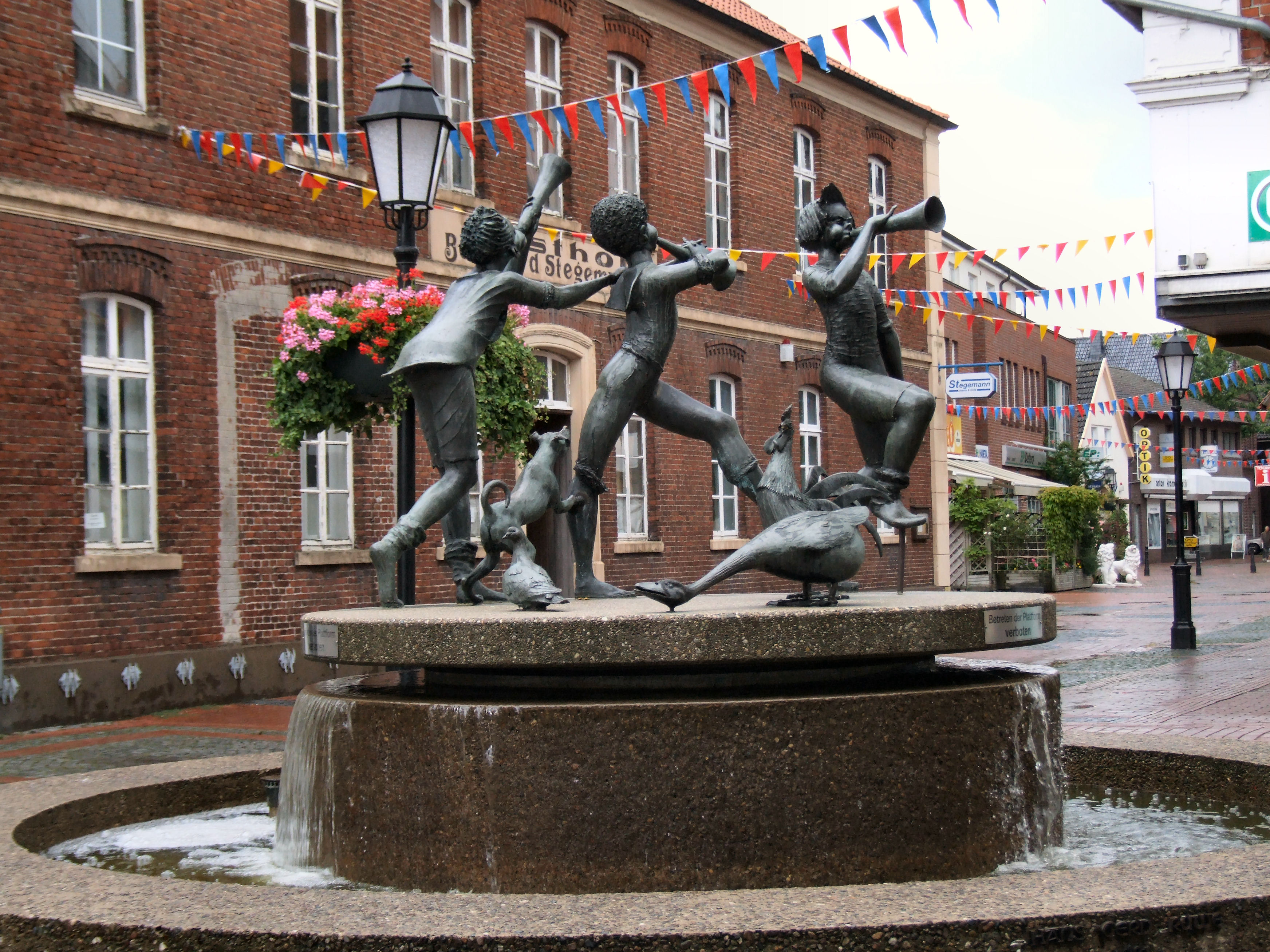
Fontaine de l'Avent de Löningen.